# Grand Prix Jef Scherens 1999
La 33e édition du Grand Prix Jef Scherens a eu lieu le 5 septembre 1999. Elle a été remportée par le Belge Marc Streel.

## Classement final
Marc Streel remporte la course en parcourant les 189 km en 4 h 28 min 0 s à la vitesse moyenne de 42,313 km/h ; 166 coureurs ont pris le départ.
| Classement final | Classement final      | Classement final | Classement final  | Classement final  |
|                  | Coureur               | Pays             | Équipe            | Temps             |
| ---------------- | --------------------- | ---------------- | ----------------- | ----------------- |
| 1er              | Marc Streel           | Belgique         | Home Jack & Jones | en 4 h 28 min 0 s |
| 2e               | Michel Van Haecke     | Belgique         | Tönissteiner      | + 36 s            |
| 3e               | Gert Vanderaerden     | Belgique         | Palmans           |                   |
| 4e               | Arvis Piziks          | Lettonie         | Home Jack & Jones |                   |
| 5e               | Léon van Bon          | Pays-Bas         | Rabobank          |                   |
| 6e               | Peter Farazijn        | Belgique         | Cofidis           | + 42 s            |
| 7e               | Erwin Thijs           | Belgique         | Cologne           | + 44 s            |
| 8e               | Dave Bruylandts       | Belgique         | Palmans           | + 46 s            |
| 9e               | Bert Roesems          | Belgique         | Tönissteiner      |                   |
| 10e              | Jurgen Van Roosbroeck | Belgique         | Vlaanderen 2002   |                   |
| modifier         |                       |                  |                   |                   |